# Jüdischer Friedhof (Großen-Linden)

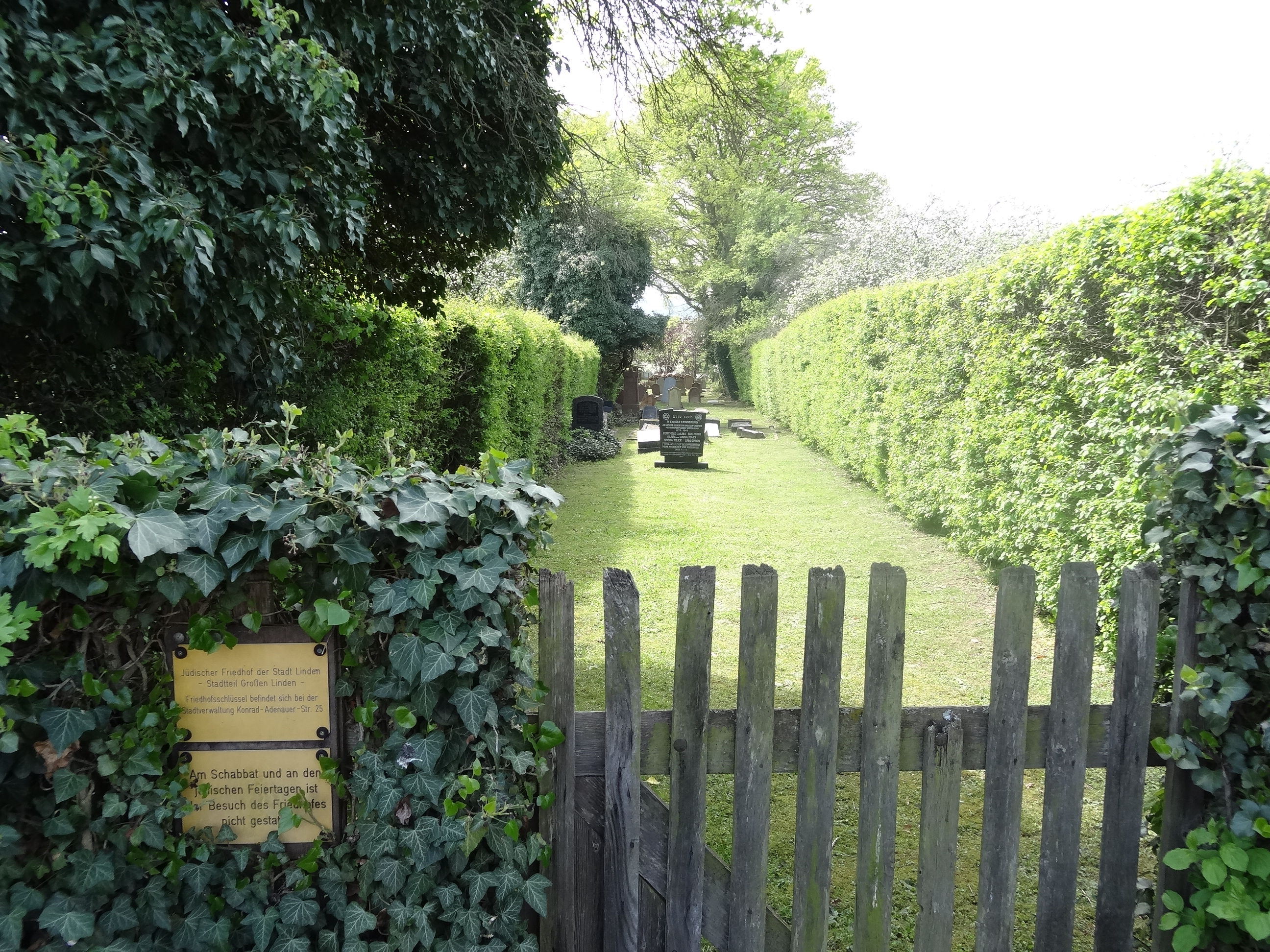
Eingang zum jüdischen Friedhof in Großen-Linden

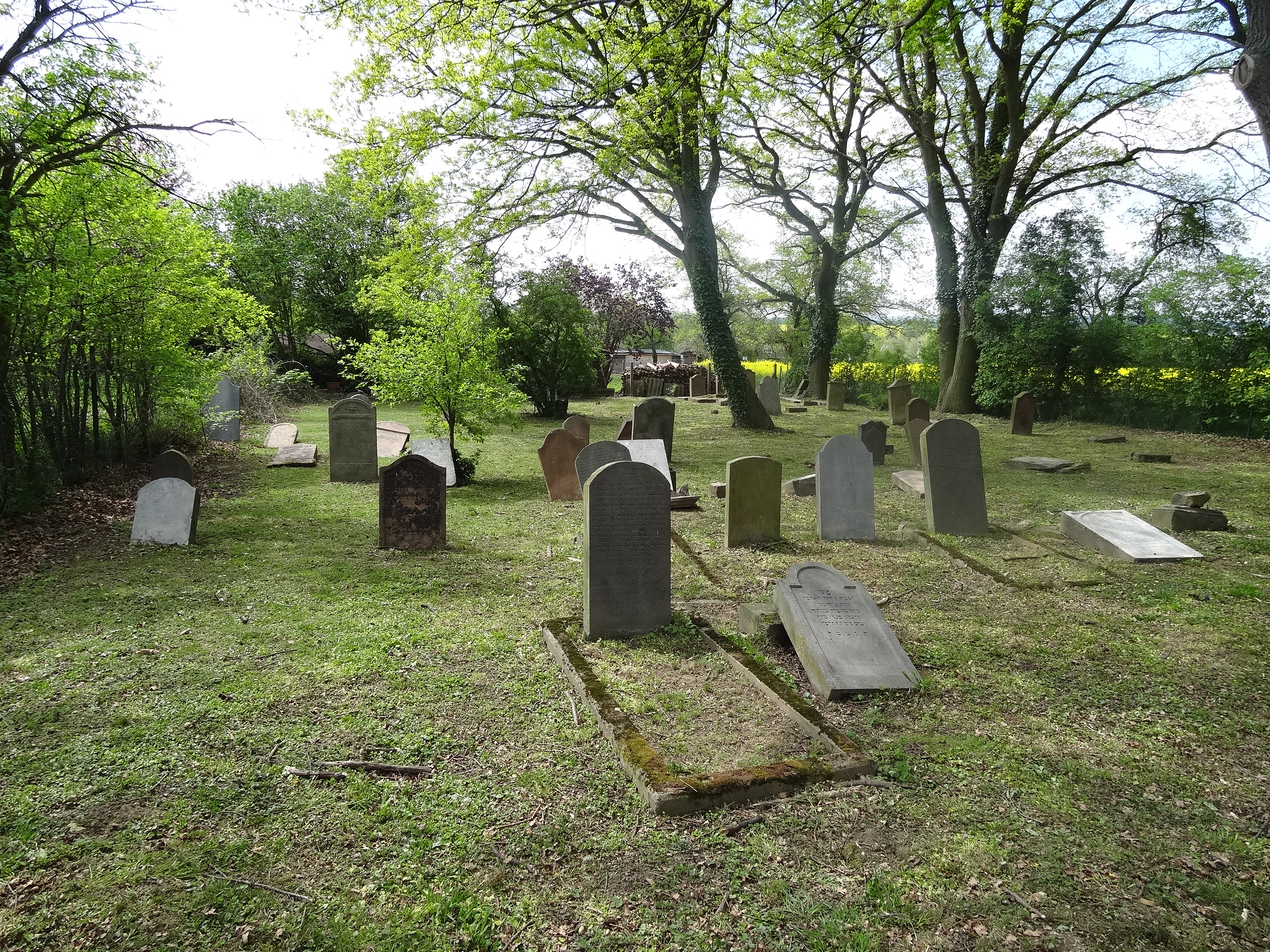
Ansicht

Der Jüdische Friedhof in Großen-Linden, einem Stadtteil von Linden im Landkreis Gießen in Hessen, wurde 1637 angelegt. Der jüdische Friedhof im Luhweg ist ein geschütztes Kulturdenkmal.
Der Friedhof war ursprünglich der Begräbnisplatz für bis zu 22 jüdische Gemeinden: Garbenteich, Gießen (bis zum 19. Jahrhundert), Heuchelheim, Kirchgöns, Krofdorf, Langgöns, Pohl-Göns, Steinbach, Steinberg, Watzenborn und weiteren Orten. 
Die ältesten lesbaren Grabsteine stammen aus dem Jahr 1712. Das Friedhofsgrundstück bestand aus drei unterschiedlich  alten Teilen. 1938 wurde im Zuge der Flurbereinigung ein Weg durch das Friedhofsgelände gelegt, sodass der Friedhof in zwei Teile getrennt wurde. Heute sind noch etwa 90 Grabsteine erhalten.